# بوبي شاكون
بوبي شاكون (بالإنجليزية: Bobby Chacon)‏ (مواليد 28 نوفمبر 1951 - 7 سبتمبر 2016)، هو ملاكم أمريكي.

## إحصائيات
خاض خلال مسيرته 84 نزالا، فاز في 59 وتعادل في 1 وخسر في 7. فاز بالضربة القاضية في 47 نزالا.

## روابط خارجية
- بوبي شاكون على موقع بوكس ريك (الإنجليزية) (registration required)